# Reino de Artsaj
El Reino de Artsaj ( armenio: Արցախի թագավորություն) fue un reino armenio medieval dependiente en el territorio de las provincias de Syunik y Artsaj, cantón de Gardman de la provincia de Utik, cantón de Mazaz y Varazhnunik de la provincia de Airarat. Las fuentes contemporáneas se refirieron a él como el Principado de Kachen. Sin embargo, debido a que el dominio de Khachen durante el reinado del príncipe Hasan Jalayan incluía todo el territorio de Nagorno Karabaj, además de muchas tierras contiguas al oeste, sur y norte, su principado a menudo se llamaba Reino de Artsaj. La casa real de Kachen era una rama cadete de la antigua Dinastía Syunida y se llamaba Kachen, en honor a su bastión principal. Hasan-Jalayan trazó su descendencia hasta la dinastía armenia Aranshahik, una familia anterior al establecimiento de los partos arsácidas en la región. 
Artsaj mantuvo a sus gobernantes soberanos, aunque a principios del siglo XIII aceptaron la soberanía georgiana y luego la mongola. Perdieron el título real después del asesinato de Hasan-Jalayan (1214-1261) por el gobernante iljaní Arghun, pero continuaron gobernando Siunik como principado, que desde el siglo XVI comprendía cinco melikates armenios de Artsaj y de Syunik que duró hasta principios del siglo XIX.